# アウデル・アムステル
アウデル・アムステル （蘭: Ouder-Amstel [ˌʌudərˈɑmstəl] ( 音声ファイル)）は、オランダの北ホラント州にある基礎自治体 (ヘメーンテ)。

## 概要
アウデル・アムステル基礎自治体は、アムステルダムの南に隣接している。北部・東部の境界をアムステルダムと、西部の境界をアムステルフェーンと、南部の境界をユトレヒト州と接している。また、アムステルフェーンとの境界にはアムステル川が流れている。
自治体役所（本庁舎）はアウデルケルク・アーン・デ・アムステル（Ouderkerk aan de Amstel）に置かれている。

## 地区
アウデル・アムステル基礎自治体には、次の地区がある。
- Duivendrecht （ダウフェンドレヒト）
- Ouderkerk aan de Amstel （アウデルケルク・アーン・デ・アムステル）
- Waver （ワーフェル）

## 経済
ダウフェンドレヒトやアウデルケルク・アーン・デ・アムステルには、アムステルダムやアムステルフェーンの近郊ベッドタウンがある。それ以外の土地のほとんどは農地となっており、自治体の最大の産業は農業である。また、ダウフェンドレヒト地区の北西部は工業地帯となっている。

## 交通
オランダ鉄道の主な駅
- ダウフェンドレヒト駅（Station Duivendrecht）

アムステルダム市営交通会社 (GVB) の主な駅
- ダウフェンドレヒト駅（Station Duivendrecht）
- オーフェルアムステル駅（Overamstel）

主なバス路線
- Connexxion300系統（ハールレムNS駅〜アムステルダム・スキポール空港〜アムステルフェーン・ビネンホフ・バスターミナル〜アウデルケルク・アーン・デ・アムステル〜アムステルダム・ベイルマー・アレーナ駅）
- Connexxion175系統（ハールレムNS駅〜アムステルフェーン・ビネンホフ・バスターミナル〜アウデルケルク・アーン・デ・アムステル〜アムステルダム・ベイルマー・アレーナ駅）